# Кардица (областна единица)
Кардица е ном в Гърция, част от административна област Тесалия. Ном Кардица е с население от 130 214 жители (2005 г.) и обща площ от 2636 км². Административен център на нома е едноименният град Кардица. Намира се на около 300 км от Атина.